# Краденое солнце (мультфильм, 1978)
Краденое солнце — советский короткометражный мультипликационный фильм выпуска режиссёра Натана Лернера, снятый творческим объединением «Экран» в 1978 году по мотивам одноимённой сказки Корнея Чуковского.

## Сюжет
Солнце по небу гуляло

И за тучу забежало.

Глянул заинька в окно,

Стало заиньке темно.

А сороки-Белобоки

Поскакали по полям,

Закричали журавлям:

«Горе! Горе! Крокодил

Солнце в небе проглотил!»
Солнечному свету радуются все, и на лесной полянке, звери веселились и грелись под тёплым светом. Но вдруг небо накрыла тёмная туча и заслонила солнце, а все звери увидели в туче крокодила и решили, что это он проглотил солнце. Тьма залила мир. Звери стали звать на помощь Медведя... В борьбе со злым Крокодилом победил добрый Медведь, и вернул солнце.

## Роли озвучивали
- Виктор Хохряков — текст от автора / крокодил
- Роман Филиппов — Медведь
- Юрий Медведев — Ёжик
- Татьяна Жукова-Киртбая — Зайчиха

## Съёмочная группа
- автор сценария — Людмила Петрушевская
- режиссёр — Натан Лернер
- художник-постановщик — Игорь Медник
- оператор — Владимир Милованов
- композитор — Давид Кривицкий
- звукооператор — Олег Соломонов
- художники-мультипликаторы: Вадим Меджибовский, Ольга Анашкина, Валерий Чурик, Лера Рыбчевская[a], Наталья Грачёва
- художники: Н. Рыжкова, Людмила Двинина, Александр Брежнев, Светлана Андреева,  Людмила Андреева, Елена Станикова, Татьяна Великород
- монтажёр — Марина Трусова
- редактор — Елена Ходина
- директор картины — Елена Бобровская

### Комментарии
1. ↑  Имя уточнено по решению Роспатента[1].